# Anoplocheilus silvicola
Anoplocheilus silvicola är en skalbaggsart som beskrevs av Holm och Perissinotto 2004. Anoplocheilus silvicola ingår i släktet Anoplocheilus och familjen Cetoniidae. Inga underarter finns listade i Catalogue of Life.